# Verso Books
Verso Books (ofta bara Verso) är ett engelskspråkigt bokförlag som grundades 1970 och är nära knutet till vänstertidskriften New Left Review.

## Namnbyte, nytt varumärke och logga

logo

Verso Books hette ursprungligen New Left Books. Namnet "Verso" kommer från termen för den vänstra sidan i en bok (se Verso och recto), och är en ordlek med dess politiska ståndpunkt.

## Historia och information
Förlaget uppmärksammades för sina översättningar av europeiska tänkare, framförallt de från Frankfurtskolan.
Verso Books mest sålda bok är autobiografin skriven av Rigoberta Menchú, som tilldelades  Nobels fredspris 1992.
Den 8 april 2014 började Verso sälja e-böcker utan DRM-skydd via sin hemsida. Versos VD Jacob Stevens sa att de med detta hoppades "skaka om hur utgivare förhåller sig till sina läsare, och stödja oberoende publicister".
Sedan 2014 ger Verso ut böcker tillsammans med den amerikanska vänstertidskriften Jacobin. Böckerna i serien ställer frågor om politik, ekonomi och kultur ur ett socialistiskt perspektiv som en väg till radikalt politiskt handlande.

## Författare i urval
- Andreas Malm
- Göran Therborn
- Angela Davis
- David Harvey
- Nancy Fraser
- Slavoj Žižek
- Chantal Mouffe
- Pablo Iglesias
- Bernie Sanders
- Judith Butler
- Rosa Luxemburg
- Mario Tronti